# 浜松モザイカルチャー世界博2009
浜松モザイカルチャー世界博2009（はままつモザイカルチャーせかいはく2009、愛称: 浜名湖立体花博、略称：MIH2009）は、モザイカルチャー世界博としては4回目に開催されるコンペ形式の国際イベントであり、日本では初めて開催された。2009年9月19日 - 11月23日の66日間、静岡県浜松市西区 (現・中央区) の浜松市フラワーパークで開催され、861,325人が訪れた。

## モザイカルチャーとは
モザイカルチャーとはモザイクとカルチャーから作られた造語。あらかじめ構築された金属フレームの像の表層部に多種、多彩、多様な生きた草本をデザイン通りに植え込んで作る人、動物、風景などの像及び群像と二次元の緑花床で景観を創造する「緑花像景アート」と定義されるものである。前回大会が行われた中国では、立体花壇と呼ばれている。当博では91基の作品が展示されていた。

## 過去の開催地
モザイカルチャー世界博の過去の開催地は次の通り。
- 2000年 -  カナダ　モントリオール
- 2003年 -  カナダ　モントリオール
- 2006年 -  中国　上海

## 会場・アクセス
浜松市フラワーパークにて開催された。(同パークは、当博開催のため、2009年7月1日〜12月31日の間休園)

### 公共交通機関
浜松駅（浜松駅バスターミナル）と弁天島駅（弁天島温泉バス停）から路線バスまたは直通バス利用。

### 自家用車
浜松市フラワーパークに設けられている既存の駐車場は、一般車両の利用はできず、西区協和町に設けられた臨時駐車場(有料)を利用の上、シャトルバスで会場へ赴いた。

## その他
- 名誉総裁には秋篠宮文仁親王が就任。
- マスコットキャラクターは「モザイ」である。
- モザイカルチャーとトピアリーの異なる点として、トピアリーは盆栽の刈り込みから造るオブジェのイメージで色も少ないのに対し、モザイカルチャーは花の植え込みを使うため、形も大きさも自由自在で、色も多く使いやすいことから、表現が豊かであるという事が挙げられる。
- 会期中の10月8日、台風18号の接近を受け、終日にわたって臨時休園した。
- 目標来場者数を80万人と定めており、11月21日にその目標を達成した[2]。
- 当博覧会の愛称は「浜名湖立体花博」であるが、2004年に浜名湖ガーデンパークで開催された「浜名湖花博」とは無関係である。